# Xã Star, Quận Coffey, Kansas
Xã Star (tiếng Anh: Star Township) là một xã thuộc quận Coffey, tiểu bang Kansas, Hoa Kỳ. Năm 2010, dân số của xã này là 156 người.